# Cardiolampas
Cardiolampas is een geslacht van uitgestorven zee-egels uit de familie Collyritidae.

## Soorten
- Cardiolampas friburgensis (Ooster, 1865) † Boven-Oxfordien, Frankrijk, Tunesië.